# Mauria heterophylla
El manzanillo o  birringo (Mauria heterophylla) es una especie de planta con flor en la familia de las Anacardiaceae. 

## Descripción
Árbol de ramificación simpódica. Fuste hasta la primera rama:8-10 m. Ritidoma liso, cubierto de manchas blancas, verdes o verdeazulosas, por las algas y musgos adheridos; al desprenderse el ritidoma, queda al descubierto una corteza de color café-carmelita. Hojas dispersas, imparipinnadas, de 2  o 3 pares de folíolos laterales y uno terminal, cortipeciolulados. oblongos, lanceoladso, cartáceos, penninervios, haz verde claro y envés verde oliva de hasta 19-20 cm. 1. x 8 cm. a.; raquis de 17 cm 1.x 5 mm de grueso. Flores verde amarillentas. Fruto, drupa orbicular, complanada o depresa, con centro acopado, de un color amarillo zapote en la madurez.

## Distribución y hábitat
Bolivia, Colombia, Costa Rica, Venezuela, Ecuador y Perú.

## Evolución filogenia y taxonomía
Etimología
Mauria  el nombre del género está dedicado al botánico italiano Ernesto Mauri por Kunth en 1824.
heterophylla: epíteto latino que significa "con diferentes hojas".
Sinónimos
- Mauria biringo Tul.
- Mauria biringo var. granatensis Engl.
- Mauria biringo var. ruizii Engl.
- Mauria biringo var. weberbaueri Loes.
- Mauria dugandii F.A.Barkley
- Mauria glauca Donn.Sm.
- Mauria heterophylla var. contracta Loes.
- Mauria heterophylla var. humboldtii Engl.
- Mauria heterophylla var. puberula (Tul.) Engl.
- Mauria ovalifolia Turcz.
- Mauria puberula Tul.
- Mauria suaveolens Poepp. & Endl
- Schinus maurioides Rusby
- Sorindeia biringo (Tul.) Marchand
- Sorindeia glaberrima Engl.
- Sorindeia heterophylla (Kunth) Marchand
- Sorindeia ovalifolia (Turcz.) Marchand
- Sorindeia puberula (Tul.) Marchand
- Sorindeia puberula var. venulosa Marchand
- Sorindeia suaveolens (Poepp. & Endl.) Marchand
- Sorindeia venulosa (Marchand) Engl.[4]

## Importancia económica y cultural
Usos
Madera rolliza, postes, leña.
Información etnobotánica
Las emanaciones del árbol producen en algunas personas, fenómenos anafilácticos en forma de erupciones, pruritos en la piel y a veces llagas, a semejanza de lo que ocurre con el otro manzanillo de la misma familia el Toxicodendron striata (Ruiz & Pav.) Kuntze. Las personas afectadas suelen sanarse con decocciones calientes de las hojas del espadero Myrsinea y del niguito Miconia. Se cree que los fenómenos anafilácticos producidos por estos árboles se deben a la presencia de cristales resinosos en la hoja y el fruto.